# りりあん
りりあん（Lyrian 本名未公表 1985年9月21日 - ）は、日本の元グラビアアイドル、元歌手である。イタリア・ミラノ出身。身長153cm、血液型はA型。スリーサイズはB85 W58 H86。最終学歴は短大卒。

## 来歴
2005年2月23日、写真集、イメージDVD、音楽CD（シングル）を同時発売しデビューした。デビュー当初は、アイドルを投資の対象としたアイドルファンド（後述）の対象になり、話題となった。
2006年には、中野系アイドルユニット「ピュアリティーズ」にメンバーとして参加したが、メジャーデビューDVD発売直後に卒業している。
主な活動の場は、撮影会やインターネット関連メディアが中心。地上波テレビの連続ドラマ、ラジオでのレギュラー番組の出演などの他、2008年には舞台に出演した。
芸能事務所は「アンフィックスエンターテイメント」に所属。K-pointと業務提携していた。所属レコードレーベルはジャパンデジタルコンテンツであったが、ファンド終了後に製作されたイメージDVDはGPミュージアムソフトから発売された。
2011年5月1日付で芸能界を引退。2014年9月21日、自身のブログで結婚披露宴を挙げたことを明らかにした。2015年9月1日、第一子となる女児を出産。2017年8月5日、長男を出産。

## 特徴・エピソード
- 生誕地はイタリア・ミラノ。中学生まで同地で過ごしたこともありイタリア語が堪能。両親はともに日本人である。
- ミラノにいた頃から日本の女性アイドルが好きで、秋葉原などで開かれるアイドルイベントにも（観客として）参加していたという。アイドル評論家を目指し中森明夫に写真同封の弟子入り志願の手紙を書くが、写真を見た中森明夫の勧めで、同氏プロデュースのもと、自身がアイドルとしてデビューする。
- デビュー当初は、「萌え」や「妹」をコンセプトにしており、頭に猫耳を装着したり、ネコやセーラー服、メイド服などをモチーフとした衣装を着用（コスプレ）したりし、DVDでは視聴者に対して「お兄ちゃん」と呼びかけたりしていた。
- デビュー当初は会話の語尾に「にゃん」を付ける事が多かった。2006年4月に放送されたテレビ朝日のバラエティー番組にゲスト出演した際には、司会者から煩がられる程であったが、その一方で語尾をすぐ忘れるとも指摘された。司会の（先輩アイドルである）MEGUMIが実演したグラビアポーズを「かわいくな〜い」と言い放ちMEGUMIをたじたじにさせるなど毒舌である。そのキャラクターは、後にレギュラー出演したインターネットラジオ番組『おしゃべりやってまーす』などでも、持ち前の口調が発揮された。ラジオ番組で共にレギュラーであった豊岡真澄とは仲が良く、番組降板後も交流があり、双方のブログに時折登場する。また元AKB48→SDN48の浦野一美とも親交が深く、出演した舞台に浦野がゲスト出演したこともあったという[4]。

## アイドルファンド
アイドルファンドとは、新人アイドルの育成を金融商品化したもので、投資家から集めた資金で写真集、音楽CD、イメージDVD等を製作し、その売り上げに応じて利益を分配するというものである。
- りりあんの場合、ジャパンデジタルコンテンツ信託が開発しジェット証券が募集したアイドルファンド第2弾（4人の内の1人）として資金1500万円を集め（1口5万円、合計300口）2005年初頭に開始され、2007年3月末に終了した。
- この間、写真集2冊、音楽CD（シングル）2タイトル、イメージDVD4タイトルが発売され、最終収益は1514万8269円（1口当り5万494円23銭）で、出資金1500万円に対して101.0パーセントであった。
- 結果的には、金融商品としては成功とは言い難いものであったが、この種の商品にはファンクラブ的な要素も多分にあり、運用実績と出資者の満足感は必ずしも比例するものではない。とは言え、りりあんの場合、ファンド開始後は出資者へのフォローはあまりなされなかった様で、この点に不満を持つ出資者も少なくなかったようである[要出典]。

## 出演（女優）

### テレビ番組
- 『ぷっ』すま（2007年7月31日、テレビ朝日）達人技に真っ向勝負! ザ・スピードマスター決定戦!○○が水着に着替えたらの挑戦者
- 特命係長 只野仁（3rdシーズン - ）（2007年 - 、テレビ朝日） - りりたん（メイド喫茶従業員）→純子（バー「小さい貝殻」のバイト） 役
- 宇宙一せまい授業!（2008年、あっ!とおどろく放送局）
- AKiBAッテキ!!（2008年、エンタ!371） - メインMC
- 西村京太郎の鉄道ミステリー（2008年、旅チャンネル）
- グラビアの美少女（MONDO21）
- ラストメール2 第6話 (2009年11月19日、テレビ朝日)
- みんなの願いを叶えたい! 日曜（あっ!とおどろく放送局、2009年11月29日、2010年3月14日）
- あっ!とシークレットLIVE（あっ!とおどろく放送局、2011年1月22日）

### 映画
- 特命係長 只野仁 最後の劇場版（2008年12月公開、松竹）

### webドラマ
- 監視 〜ミラレテル〜（2007年、ミランカ）

### DVDドラマ
- ほんとうにあった怖い話 第十夜 憑依 第一話「破れた傘」（2008年） - 里香 役
- 武捜戦隊サイレンジャー（2011年、ZENピクチャーズ）

### ラジオ
- 着ラジ（ニッポン放送）
- ブロードバンドニッポン木曜日（LFX488）
- りりあん 萌えっちゃお♡ （文化放送）
- トランスフォーマー キスぷれTF情報局 （文化放送）
- おしゃべりやってまーす（K'z Station）

| 文化放送 月曜25:00 - 25:30枠        | 文化放送 月曜25:00 - 25:30枠 | 文化放送 月曜25:00 - 25:30枠                                     |
| 前番組                              | 番組名                       | 次番組                                                           |
| ----------------------------------- | ---------------------------- | ---------------------------------------------------------------- |
| テニスの王子様 オン・ザ・レイディオ | りりあん 萌えっちゃお♡       | ゆりしー・梓馬のラブゲッCHUミラクルラジオ （ここまでアニラジ枠） |

### 舞台
- 中野ブロンディーズ（2008年3月12日 - 20日 於：全労済ホールスペース・ゼロ、2008年12月20日 - 25日 於：新国立劇場）- ゆずか 役
- 「ブレイクスルー JAPAN 2010」舞台「秘蜜。」（2010年8月13日-15日、SPACE107)
- 劇団たいしゅう小説家 Present`s IOH 公演 「熱風 EVOLUTION〜 extra story of 天使の涙〜」 (2010年11月11日-23日、シアター711)
- 劇団スカンクシアター「秘蜜。2 〜Wedding Party〜」（2011年3月9日-14日,Geki地下Liberty）
- ザッパー熱風隊
  - 熱風素敵舞台vol.5「輪廻転生シスターズ」（2009年12月9日-13日、THEATER BRATS）
  - 熱風不適舞台vol.3「あの娘の気功は1ピコグラム」（2010年4月2日-6日、下北沢offoffシアター）
  - 熱風素敵舞台Vol.6「バリューな時間」（2010年8月4日-8日、アイピット目白） - キエ 役
  - 熱風不敵舞台vol.4「トリリオンモンスター」（2011年1月23日、萬劇場）- ゲスト

### 携帯サイト
- アイドルがイッパイ （アイパイ）

## 出演（声優）
- 家庭教師ヒットマンREBORN! （VOMIC）- SHITT-P! 役
- トランスフォーマー キスぷれ （CDドラマ）- メリッサ 役
- トランスフォーマー キスぷれ （ラジオドラマ）- メリッサ/ロザンナ役
- 遊☆戯☆王5D's - ステファニー役

## ディスコグラフィー

### シングル
1. サクライロ（2005年2月23日発売）
2. LOVEだニャン〜あたしがネコになったら〜（2005年7月21日発売）

### CD
1. TRANSFORMER〜トランスフォーマー〜（2007年発売「トランスフォーマー コンピレーション・ソングBOX」にソロver・ユニットver収録。その他にも「カセットロンセット キスぷれPOSITION」に同ユニットver収録、「スパークボット3個入り」に同ソロver収録。）

### DVD
1. 萌えドル誕生!（2005年2月23日発売）
2. こんにちわっち（2005年7月21日発売）
3. りりあんドール（2006年3月2日発売）※ドラマCD付き
4. ちゃお♥ちゃお（2006年12月15日発売）
5. 黒猫（2007年7月25日発売）
6. 和・み・り・あ・ん（2008年9月25日発売）※タイトルは「なごみりあん」と読む
7. ラブ・ジェラート（2010年3月25日発売）
8. swinution（2011年2月19日）

## 写真集
1. 萌えドル誕生!（2005年2月23日発売、新潮社、ISBN 9784107901392） 撮影：篠原潔
2. LOVEだニャン（2005年8月31日発売）
3. 新潮社月刊100アニバーサリー（2008年3月14日発売）